# Colmenar de Oreja
Colmenar de Oreja è un comune spagnolo di 6 009 abitanti situato nella comunità autonoma di Madrid.